# Эспаньола (бригада)
88-я разведывательно-диверсионная бригада «Эспаньола» (88 РДБр) — российское добровольческое вооружённое формирование, принимающее участие в российском вторжении в Украину. Основу личного состава «Эспаньолы» составляют футбольные ультрас, часть которых открыто придерживаются неонацистских взглядов. Глава «Эспаньолы» — Станислав Орлов (Испанец), член фанатской группировки Red-Blue Warriors и участник российско-украинской войны с 2014 года.
Создано весной 2022 года в составе бригады «Восток» самопровозглашённой ДНР, с 2023 года вербовка в «Эспаньолу» организована через ЧВК «Редут». Издание «Важные истории» связывало формирование с государственной корпорацией РЖД и приближёнными Владимира Путина — братьями Аркадием и Борисом Ротенбергами. Начиная со второй половины 2024 года, «Эспаньола» входит в структуры «Добровольческого корпуса» Министерства обороны РФ как 88-я разведывательно-штурмовая бригада.

## История
Несмотря на широкое распространение в среде футбольных ультрас крайне ультраправых взглядов, российские власти с конца 1990-х старались добиться лояльности фан-сообщества. Часть фанатов считает, что российские власти «усилили репрессии в отношении фанатов» после Евромайдана, заметную роль в котором сыграли фанатские организации. За несколько лет до Чемпионата мира 2018 года в России силовикам удалось поставить фанатов под контроль.
Основатель «Эспаньолы» Станислав Орлов был одним из ультрас, которые в 2014 году отправились воевать на востоке Украины и там за знание иностранных языков получил позывной «Испанец». Орлов воевал под руководством Игоря Безлера, а позднее создал отдельный разведывательный отряд «Череп и кости», который принимал участие в боях под Горловкой и Дебальцево
В 2015 году Орлов покинул фронт и вступил в связанный с Владиславом Сурковым «Союз добровольцев Донбасса», который возглавлял Александр Ходаковский. Членов СДД связывали с попыткой госпереворота в Черногории и покушения на Мило Джукановича в 2016 году. Как утверждало расследование InformNapalm, Орлов в это время находился в Черногории.
После событий в Черногории и до начала полномасштабного вторжения в Украину об Орлове ничего не было известно. Весной 2022 года он приехал на оккупированные территории, собрал бывших соратников из «Черепа и костей» и заявил о создании «Эспаньолы» в составе батальона «Восток», который возглавлял Ходаковский. С весны 2023 года «Эспаньола» позиционирует себя как независимая частная военная компания, хотя формально является частью ЧВК «Редут».
«Эспаньола» участвовала в боях за Мариуполь и осаде «Азовстали», боях на Херсонском и Запорожском направлении, столкновениях под Угледаром, битвах за Бахмут, Часов Яр, Авдеевку.

## Символика

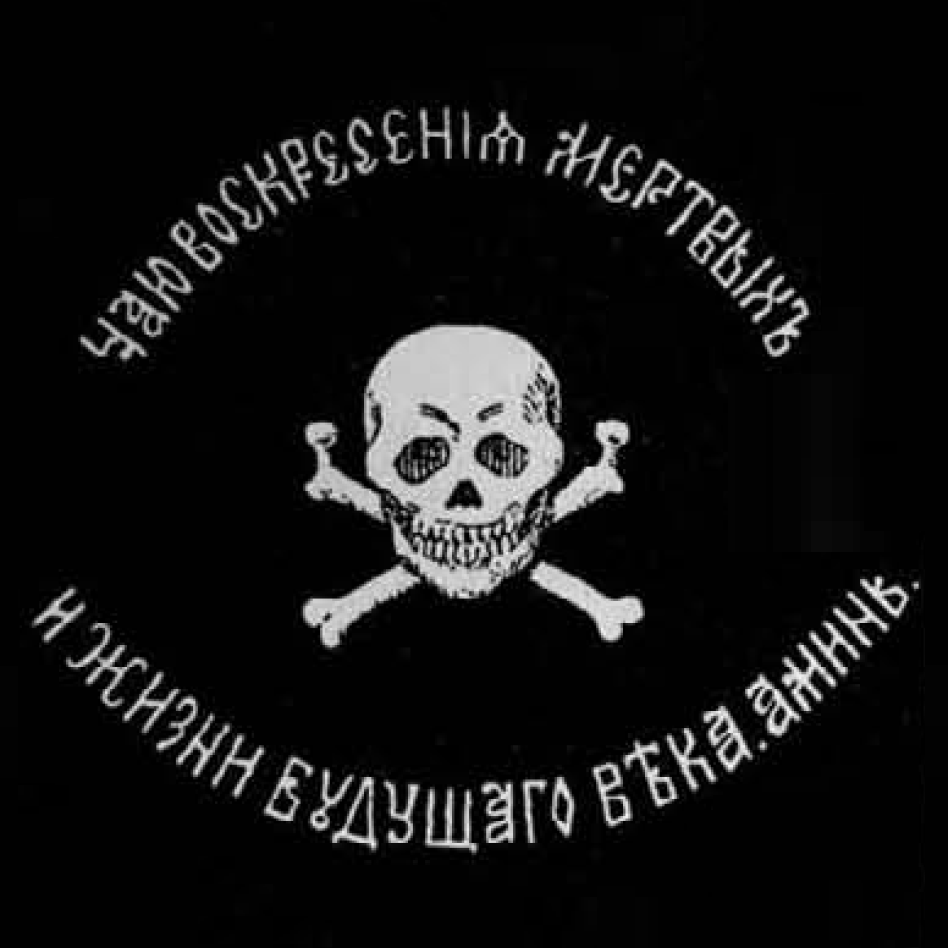
Один из символов «Эспаньолы» — знамя генерала Якова Бакланова

Один из символов «Эспаньолы» — череп с перекрещенными костями и круговой надписью «Чаю воскресения мертвых и жизни будущаго века. Аминь» на черном фоне. Это знамя генерала Якова Бакланова, участника Кавказской войны.

## Состав
«Эспаньола» вербует участников из среды футбольных фанатов. Основу «Эспаньолы» составляют ультрас из фанатских «фирм» донецкого «Шахтёра», московских ЦСКА, «Спартака», «Локомотива», «Торпедо», петербургского «Зенита», екатеринбургского «Урала», ярославского «Шинника», нижегородского «Пари», краснодарской «Кубани», раменского «Сатурна», симферопольской «Таврии», «Орла», «Ростова» и пр..
Часть членов «Эспаньолы» открыто придерживается неонацистских взглядов. У некоторых есть татуировки с характерными символами — свастикой, коловратом, 14/88. По меньшей мере один из бойцов, Михаил «Питбуль» Турканов, был судим за публичную демонстрацию нацистской символики. В конце декабря 2022 года ведущая «Первого канала», работавшая над сюжетом об «Эспаньоле», выложила в телеграм-канале фотографию спинки кровати из размещения организации, на которой видны наклейки фанатских группировок с лозунгами «Всех убить, все отнять», «Вперед, гусары, ебать и резать», эмблема СС на стикере фанатской организации ЦСКА и изображения сцен орального секса.
Организация ведёт набор на роли разведчиков-диверсантов, снайперов, операторов дронов, РЭБ, ПВО, ПТУР, связистов, механиков-водителей, врачей, штурмовиков и т. д. «Эспаньола» вербует женщин, но единственная из вооружённых группировок предлагает им служить в штурмовых отрядах. После гибели Евгения Пригожина «Эспаньола» пыталась вербовать бывших бойцов ЧВК «Вагнер».
В «Эспаньоле» утверждали, что к 2023—2024 году вооружённое формирование достигло 550 человек, включая 100 операторов дронов.

### Вербовка
Вербовка в «Эспаньолу», как и другие наёмнические формирования, организована через систему ЧВК «Редут», связанную с ГРУ. Участники «Эспаньолы» подписывают контракт с фиктивной компанией, приписываются к реальной или виртуальной воинской части и получают деньги от Минобороны. Как и остальные входящие в сеть «Редута» организации, «Эспаньола» предлагает полугодовой контракт с 2 месяцами на обучение и слаживание на полигоне в Тамбовской области.

### Известные участники
7 августа 2023 года о своём вступлении в батальон «Эспаньола» объявил бывший игрок сборной России, московских ЦСКА и «Локомотива» Андрей Соломатин. Он также сообщил, что получил позывной Солома и находится под Бахмутом.

## Поддержка
«Новая газета Европа» утверждала, что вопреки публичным словам представителей «Эспаньолы» о широкой поддержке, в футбольной среде организации открыто симпатизируют немногие. Так среди всех клубов премьер-лиги и национальной лиги на призыв «Эспаньолы» определиться с политической позицией поступило всего два ответа: от тренера ФК «Акрон» Евгения Калешина и ярославского «Шинника».
Среди действующих спортсменов «Эспаньолу» поддержали хоккеисты московского ЦСКА: перед одним из матчей в 2023 году они вышли на раскатку в форме с буквой «Z» и элементами эмблемы «Эспаньолы», а Станислав Орлов символически вбросил шайбу. Также футбольные тренеры Курбан Бердыев и Евгений Калешин в декабре 2023 года посетили бойцов «Эспаньолы» в Мариуполе и передали им подарки и деньги, собранные представителями ФНЛ.

## Финансирование
Издание «Черта» сообщало, что снабжением «Эспаньолы» занимался Илья Ханин, брат главы администрации Раменского городского округа. Также средства для «Эспаньолы» собирал известный расистскими высказываниями бывший спортивный журналист и чиновник Андрей Малосолов.
Весной 2024 года «Важные истории» писали, что после выхода из состава батальона «Восток» в 2023 году, «Эспаньолу» финансирует и курирует Виктор Шендрик — начальник департамента безопасности РЖД, бывший глава службы безопасности Аркадия и Бориса Ротенбергов, членов ближнего круга Владимира Путина. Собеседник издания утверждал, что Ротенберги загорелись идеей владеть собственной ЧВК, и Шендрик представляет их интересы. Таблоид The Sun отмечал, что вскоре после того, как «Эспаньола» попала в их сферу интересов, при странных обстоятельствах погиб глава разведки «Эспаньолы» — неонацист Вячеслав «Выходной» Субботин.